# Coppa del Mondo di rugby a 13 1989-1992
La Coppa del Mondo di rugby a 13 1989-1992 ha mantenuto il formato dell'edizione precedente, cioè con partite di andata e ritorno disputate tra le nazionali nell'arco di tre anni. L'Australia ha dominato il torneo vincendo il suo settimo trofeo su dieci edizioni disputate. Record di pubblico nella finale tra gli australiani e il Regno Unito disputata al Wembley Stadium davanti a 73.631 spettatori.

## Risultati
| Auckland 23 luglio 1989 | Nuova Zelanda | 14 – 22 | Australia | Mt Smart (15.000 spett.) |

| Wigan 11 novembre 1989 | Gran Bretagna | 10 – 6 | Nuova Zelanda | Central Park (20.346 spett.) |

| Carcassonne 3 dicembre 1989 | Francia | 0 – 34 | Nuova Zelanda | Stade d'Albert Domec (4.208 spett.) |

| Port Moresby 2 giugno 1990 | Papua Nuova Guinea | 8 – 40 | Gran Bretagna | Lloyd Robson Oval (7.837 spett.) |

| Parkes 27 giugno 1990 | Australia | 34 – 2 | Francia | Pioneer Oval (12.348 spett.) |

| Christchurch 15 luglio 1990 | Nuova Zelanda | 21 – 18 | Gran Bretagna | Queen Elizabeth II Park (3.133 spett.) |

| Port Moresby 11 agosto 1990 | Papua Nuova Guinea | 10 – 18 | Nuova Zelanda | Lloyd Robson Oval (7.837 spett.) |

| Leeds 24 novembre 1990 | Gran Bretagna | 0 – 14 | Australia | Elland Road (32.500 spett.) |

| Perpignano 9 dicembre 1990 | Francia | 10 – 34 | Australia | Stade Gilbert Brutus (3.428 spett.) |

| Perpignano 27 gennaio 1991 | Francia | 10 – 45 | Gran Bretagna | Stade Gilbert Brutus (3.965 spett.) |

| Christchurch 23 giugno 1991 | Nuova Zelanda | 32 – 10 | Francia | Rugby League Park (2.000 spett.) |

| Goroka 7 luglio 1991 | Papua Nuova Guinea | 18 – 20 | Francia | Danny Leahy Oval (11.485 spett.) |

| Brisbane 31 luglio 1991 | Australia | 40 – 12 | Nuova Zelanda | Lang Park (29.139 spett.) |

| Port Moresby 13 ottobre 1991 | Papua Nuova Guinea | 6 – 40 | Australia | Lloyd Robson Oval (14.500 spett.) |

| Wigan 9 novembre 1991 | Gran Bretagna | 56 – 4 | Papua Nuova Guinea | Central Park (4.193 spett.) |

| Carcassonne 24 novembre 1991 | Francia | 28 – 14 | Papua Nuova Guinea | Stade d'Albert Domec (1.440 spett.) |

| Hull 7 marzo 1992 | Gran Bretagna | 36 – 0 | Francia | The Boulevard (5.250 spett.) |

| Brisbane 3 luglio 1992 | Australia | 16 – 10 | Gran Bretagna | Lang Park (32.313 spett.) |

| Auckland 5 luglio 1992 | Nuova Zelanda | 66 – 10 | Papua Nuova Guinea | Mt Smart (3.000 spett.) |

| Townsville 15 luglio 1992 | Australia | 36 – 14 | Papua Nuova Guinea | Townsville Sports Reserve (12.470 spett.) |

### Classifica
| Squadra            | Giocate | Vinte | Pareggiate | Perse | A favore | Contro | Differenza | Punti |
| ------------------ | ------- | ----- | ---------- | ----- | -------- | ------ | ---------- | ----- |
| Australia          | 8       | 8     | 0          | 0     | 236      | 68     | +168       | 16    |
| Gran Bretagna      | 8       | 5     | 0          | 3     | 215      | 79     | +136       | 10    |
| Nuova Zelanda      | 8       | 5     | 0          | 3     | 203      | 120    | +83        | 10    |
| Francia            | 8       | 2     | 0          | 6     | 80       | 247    | −167       | 4     |
| Papua Nuova Guinea | 8       | 0     | 0          | 8     | 84       | 304    | −220       | 0     |

### Finale
| Arbitro: | Dennis Hale |

|         |      |             |
|         | mt   | Renouf      |
|         | tr   | Meninga     |
| Fox (3) | c.p. | Meninga (2) |